# Homer Boss

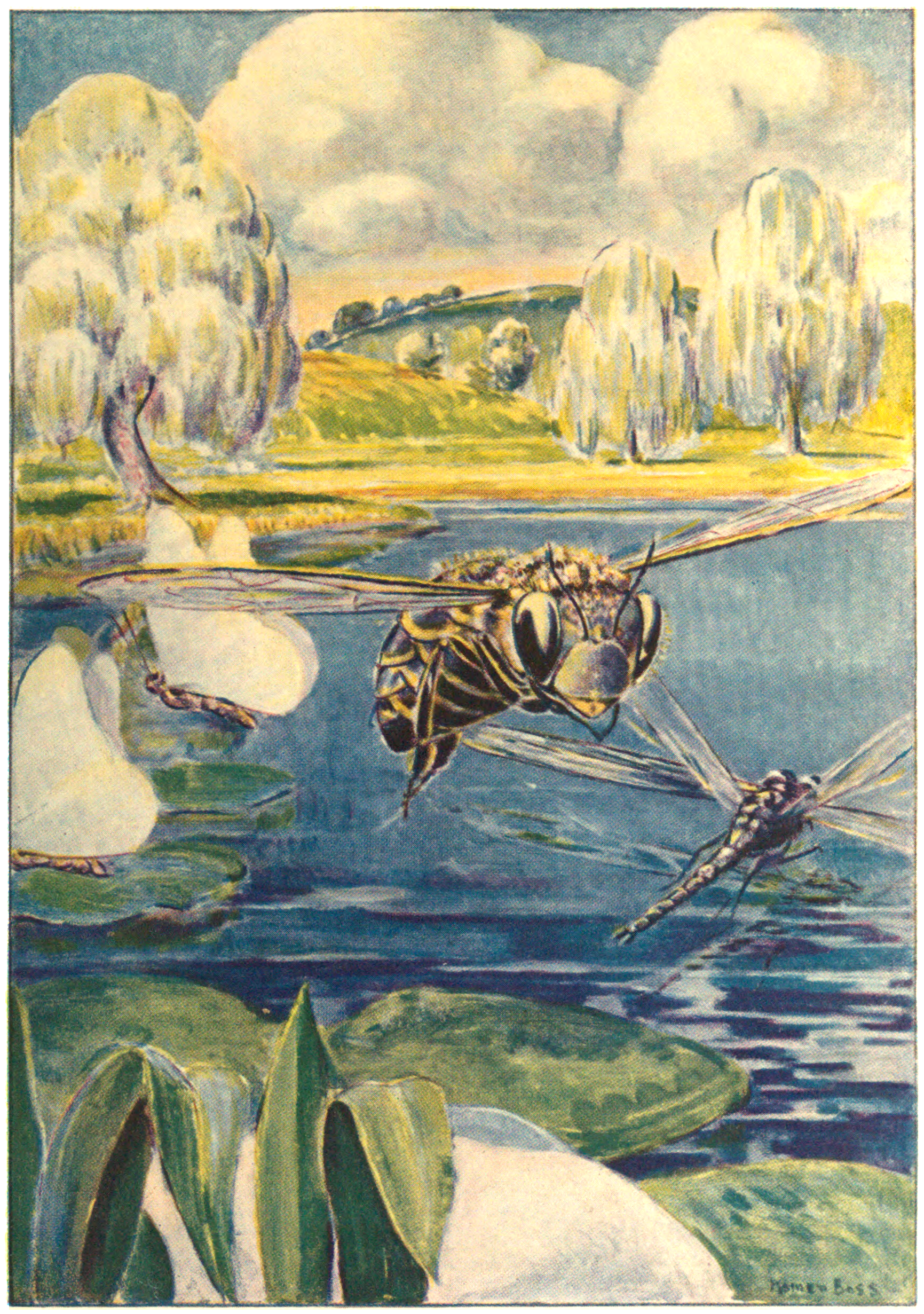
Homer Boss: The Adventures of Maya the Bee (1922)

Homer Dean Boss (* 9. Juli 1882 in Blandford, Massachusetts, USA; † 15. Januar 1956 in Santa Cruz, New Mexico, USA) war ein US‑amerikanischer Maler, Grafiker und Kunstpädagoge.

## Leben
Homer Boss zeigte schon früh Interesse an der Kunst. In den 1890er Jahren zog seine Familie nach Springfield in Massachusetts. Dort arbeitete er zunächst als Stempelsetzer bei der Firma Moore Drop Forge. Im Jahr 1900 ging er nach New York City, um eine künstlerische Ausbildung zu beginnen. Er studierte an der New York School of Art (ehemals Chase School), wo er unter anderem Unterricht bei William Merritt Chase erhielt, der 1902 zur Fakultät stieß. Weitere Studien absolvierte er bei Thomas Anschutz an der Pennsylvania Academy of the Fine Arts in Philadelphia.
Im Jahr 1902 trat er dem Lehrkörper der New York School of Art bei. 1909 gründete Robert Henri eine eigene Einrichtung, die Henri School of Art. Homer Boss gehörte dort zur sogenannten „Fifteen Group“, einem Kreis von Studierenden um Henri, zu dem auch Edward Hopper zählte. Diese Gruppe lehnte die akademische Ausbildung der National Academy ab. Im Jahr 1910 übernahm Boss die Henri School of Art in einer zunächst geheim gehaltenen Transaktion. Henri blieb zunächst als Kritiker beteiligt, verließ jedoch bald die USA. Nach seiner Rückkehr kam es zum Bruch mit Homer Boss. Boss benannte die Schule in „Independent School“ um und unterrichtete dort weiter.
In seiner künstlerischen Praxis verband er Elemente seiner beiden Lehrer: die detailreiche Präzision Chases mit der expressiven Spontaneität Henris. Ab 1925 unternahm er regelmäßige Reisen nach New Mexico, wo er sich einen Ruf als Maler der Wüstenlandschaften des Südwestens der Vereinigten Staaten erarbeitete. Seine Werke zeichnen sich durch die Darstellung markanter Gesteinsformationen, beeindruckender Wolkenstimmungen und einer intensiven Farbgebung aus. 1933 ließ er sich dauerhaft auf einer Ranch in Santa Cruz, New Mexico, nieder, wo er 1956 an einem Emphysem verstarb.

## Werk

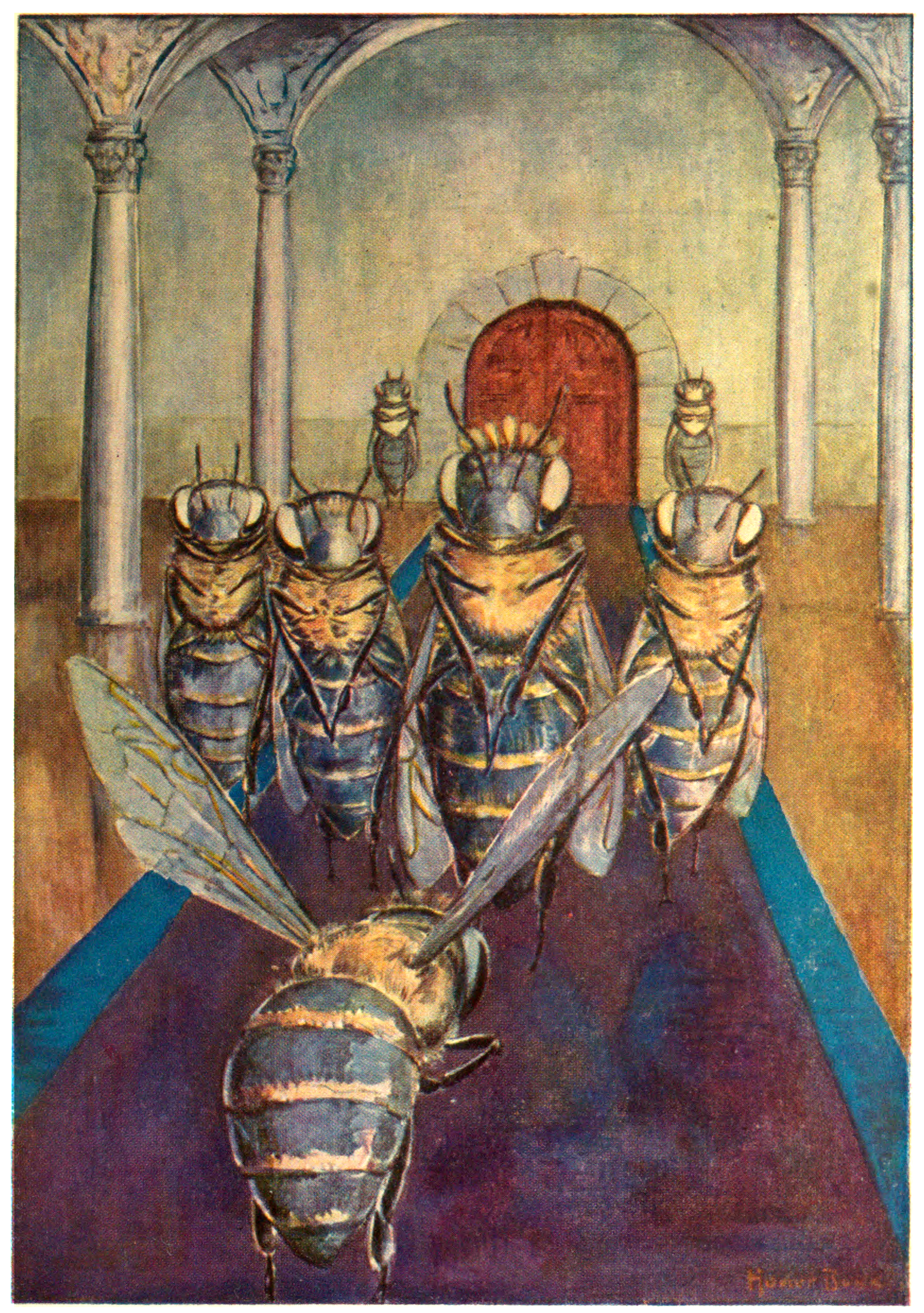
Homer Boss: The Adventures of Maya the Bee (1922)

Homer Boss zählte zu den frühen Vertretern der Modernismusbewegung in den USA. In seiner Malerei finden sich Porträts amerikanischer Ureinwohner, Landschaftsdarstellungen aus dem Südwesten der USA sowie Figurenbilder. Er war bekannt für seinen realistischen Stil, der modernistische Elemente, eine freie, kräftige Pinselführung und starke Linien verband. Zu seinen bedeutenden Leistungen zählte die Förderung internationaler Künstler:innen wie der brasilianischen Modernistin Anita Malfatti, die während ihrer Studienzeit bei ihm wichtige Werke schuf. Zudem illustrierte er zwei Bücher des deutschen Autors Waldemar Bonsels: das Kinderbuch Die Biene Maja und ihre Abenteuer (Schuster & Loeffler, Berlin 1912) und das Jugendbuch Himmelsvolk (Schuster & Loeffler, Berlin 1915).
Homer Boss stellte vielfach aus, unter anderem auf der legendären Armory Show 1913 in New York. Seine Arbeiten befinden sich in zahlreichen öffentlichen Sammlungen, darunter im Chazen Museum of Art der University of Wisconsin–Madison, in der National Gallery of Art, im Baltimore Museum of Art, im Denver Art Museum, im Georgia Museum of Art, im Hunter Museum of American Art, im Mennello Museum of American Art, im New Mexico Museum of Art, im Philadelphia Museum of Art und im National Arts Club.